# Идиопатска болест
Идиопатска болест је свака болест непознатог узрока или болест изазвана механизмом очигледног спонтаног порекла.  Од грчког ιδιος - „свој“ и παθος -  „патња“, идиопатија отприлике значи „болест своје врсте“.  Према томе свака болест која је неизвесног или непознатог порекла може се назвати идиопатском.
За нека медицинска стања, један или више узрока се донекле могу разумети, али код одређеног процента људи са овим стањем узрок можда неће бити тако очигледан или јасно окарактерисан. У овим случајевима се каже да је порекло стања идиопатско. Такође велики проценат медицинска стања, код којих основни узрок није утврђен (нпр фокална сегментна гломерулосклероза, анкилозни спондилитис, акутни идиопатски полинеуритис, дифузна идиопатска хиперостоза скелета , идиопатска плућна фиброза , идиопатска сколиоза итд.) сматрају се идиопатским стањима или болестима.

## Употреба синонима
Реч есенцијални је понекад синоним за идиопатски (као код есенцијалне хипертензије, есенцијалне тромбоцитемије и есенцијалног тремора), а исто важи и за примарни (као код примарног билијарног холангитиса или примарне аменореје), при чему се последњи термин користи у таквим случајевима за у супротности са секундарним у смислу „секундарног у односу на (узроковано) неким другим стањем“. 
Други, мање уобичајен синоним је агногени  (agnogenic, agno - непознат, gen - узрок   + -ic ) или мање познати узрок.
Реч криптогени (cryptogenic, crypto- скривени, gen, узрок + -ic)  нејасног или непознатог порекла, има значење које је синоним за идиопатско, и значење које се од њега разликује. Неке класификације болести преферирају употребу синонима криптогена болест као на пример код криптогеног можданог удара и неких облика епилепсије. Употреба криптогени  је такође понекад резервисана за случајеве у којима се претпоставља да је узрок једноставнији и да ће бити пронађен у будућности.
Нека урођена (конгенитална) стања су идиопатска, а понекад се ова  реч  користи као синоним за идиопатско; али је у већини случајева употреба овог израза радије резервисана  за урођено (конгенитално)  стања на која се односи и у буквалном смислу ова реч  (стања чија патофизиологија постоји од неонаталног периода).

## Безимени синдроми
Термин безимени синдроми или синдроми  без имена  се користи „када се верује да дете или млада одрасла особа има генетско стање, а тестирање није успело да идентификује његов генетски узрок. Верује се да „око половине (50%) деце са сметњама у учењу и око 60% деце са урођеним сметњама (сметње које су очигледне од рођења) немају коначну дијагнозу која би објаснила узрок ових потешкоћа.

## Развој медицине и идиопатска болест
Напредак медицинске науке непрестано побољшава разумевање узрока болести и мења њихову класификацију болести. У таквим условима  било која посебна стања или болести, како се открива више основних узрока и како се откривају догађаји који су у почетки изгледали спонтано, постају све ређе  означени као идиопатски (непознатог узрока или спонтаног порекла).

## Примери идиопатских болести
- Идиопатска агресија
- Идиопатска епилепсија
- Идиопатска гинекомастија
- Идиопатски губитак слуха
- Идиопатски хидроцефалус
- Идиопатска хиперсомнија
- Идиопатска (примарна)  артеријска хипертензија
- Идиопатска интерстицијска пнеумонија
- Идиопатски едем коштане сржи
- Дифузна идиопатска скелетна хиперостоза
- Идиопатска уртикарија
- Идиопатски панкреатитис
- Идиопатски Паркинсонов синдром
- Идиопатска ретроперитонеална фиброза
- Идиопатска хипоминерализација глеђи првих молара
- Идиопатска сколиоза
- Идиопатска тромбоцитопенична пурпура
- Идиопатска неуралгија тригеминуса
- Јувенилни идиопатски артритис
- Идиопатска парализа лица
- Централни идиопатски  дијабетес инсипидус